# Горен Египет
Горен Египет е древно царство, разположено в южната част на Древен Египет. Горен Египет се образувал около IV хилядолетие пр.н.е. Около 3000 г. пр.н.е. царят на Горен Египет, Менес, превзема Долен Египет, обединява Древен Египет в единно царство и основава първата династия управители на Древан Египет – фараони. Столица на Горен Египет бил град Нехен.
Горен Египет включва част от територията на Египет, през която тече горното течение на р. Нил.